# 蒙捷昂利勒
蒙捷昂利勒（法語：Montier-en-l'Isle，法語發音：[mɔ̃tje ɑ̃ lil]）是法国奥布省的一个市镇，位于该省东部，属于奥布河畔巴尔区。

## 地理
蒙捷昂利勒（48°15'39"N, 4°39'46"E）面积10.55 平方千米，位于法国大東部大區奥布省，该省份为法国中北部省份，北起马恩省，西接塞纳-马恩省，西南至约讷省，东南至科多尔省，东临上马恩省。
与蒙捷昂利勒接壤的市镇（或旧市镇、城区）包括：阿耶维尔、阿朗蒂耶尔、阿尔松瓦勒、若库尔、莱维尼、普罗韦维尔。
蒙捷昂利勒的时区为UTC+01:00、UTC+02:00（夏令时）。

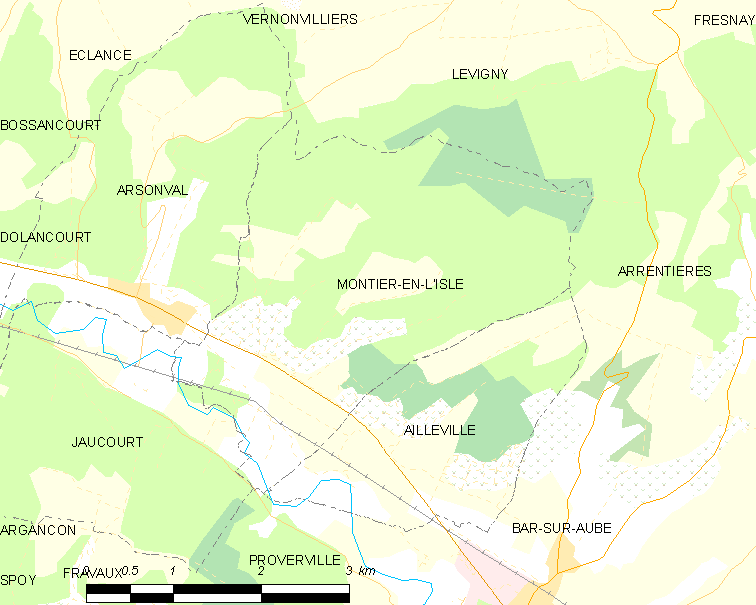
蒙捷昂利勒的OSM定位图

## 行政
蒙捷昂利勒的邮政编码为10200，INSEE市镇编码为10250。

## 政治
蒙捷昂利勒所属的省级选区为奥布河畔巴尔县。

## 交通
奥布省省道D619线经过境内。

## 人口

1962-2008年间蒙捷昂利勒人口变化图示

蒙捷昂利勒于2022年1月1日时的人口数量为218人。